# بيتستشدورف
بيتستشدورف (بالفرنسية: Betschdorf)‏ هي بلدية تقع في إقليم الراين الأسفل من منطقة ألزاس في شمال شرق فرنسا. تبلغ مساحة هذه المدينة 28.11 (كم²)، يبلغ عدد سكانها 4072 نسمة حسب إحصاء المعهد الوطني للإحصاء والدراسات الاقتصادية سنة 2009 م. وترأس Adrien Weiss البلدية خلال فترة (2008 - 2014).

## أعلام
- جان باتيست شتال

## وصلات خارجية
- صفحة البلدية على موقع المعهد الوطني للإحصاء والدراسات الاقتصادية